# Hermès d'Andros
L' Hermès d'Andros ( grec ancien της Άνδρου ) est une grande sculpture romaine en marbre représentant Hermès, dieu grec des commerçants et des messagers, découverte en 1832 dans une agora de l'île grecque d'Andros. Cette découverte, à peine deux ans 
après l'indépendance de la Grèce vis-à-vis de l'Empire ottoman, donne lieu à l'exposition de cet Hermès au Musée archéologique national d'Athènes, mais quelques années plus tard, la statue revient à Andros. Elle est aujourd'hui visible au musée archéologique de l'île.

## Histoire
En 1832, Demetrios Loukrezis, alors inconnu de tous, ne sait pas que l'ancienne agora d'Andros se trouve sous le lot de terre dont il est propriétaire et qu'il entreprend de creuser. C'est donc surpris qu'il en extrait deux statues, qui représentent une femme et un homme. La femme, dont la statue est acéphale, porte de riches vêtements  et l'homme est nu. L'année suivante, Spyridon Trikoupis fait part, dans le Bullettino dell'Instituto di Corrispondenza Archeologica, de la découverte des deux statues. Lors de sa visite à Andros en 1841, le roi Otton de Grèce achète à Loukrezis la statue d'homme et ordonne qu'elle rejoigne le nouveau Musée national.
Un sanctuaire proche du site de la découverte était probablement destiné au culte des héros. Une inscription y honore Egnatia Maximilla et Publius Gleitius Gallus, manifestement bienfaiteurs de la ville sous Néron, vers 65 après J.-C. Des recherches ultérieures révèlent que cette date est à peu près celle où la statue féminine est faite, dans un style qui rappelle celui d'Herculanum, mais que l'Hermès d'Andros est bien plus ancien. Cet Hermès a donc peut-être été réutilisé en conjonction avec la statue féminine, ce qui était courant dans l'usage des statues d'Hermès.

## Description

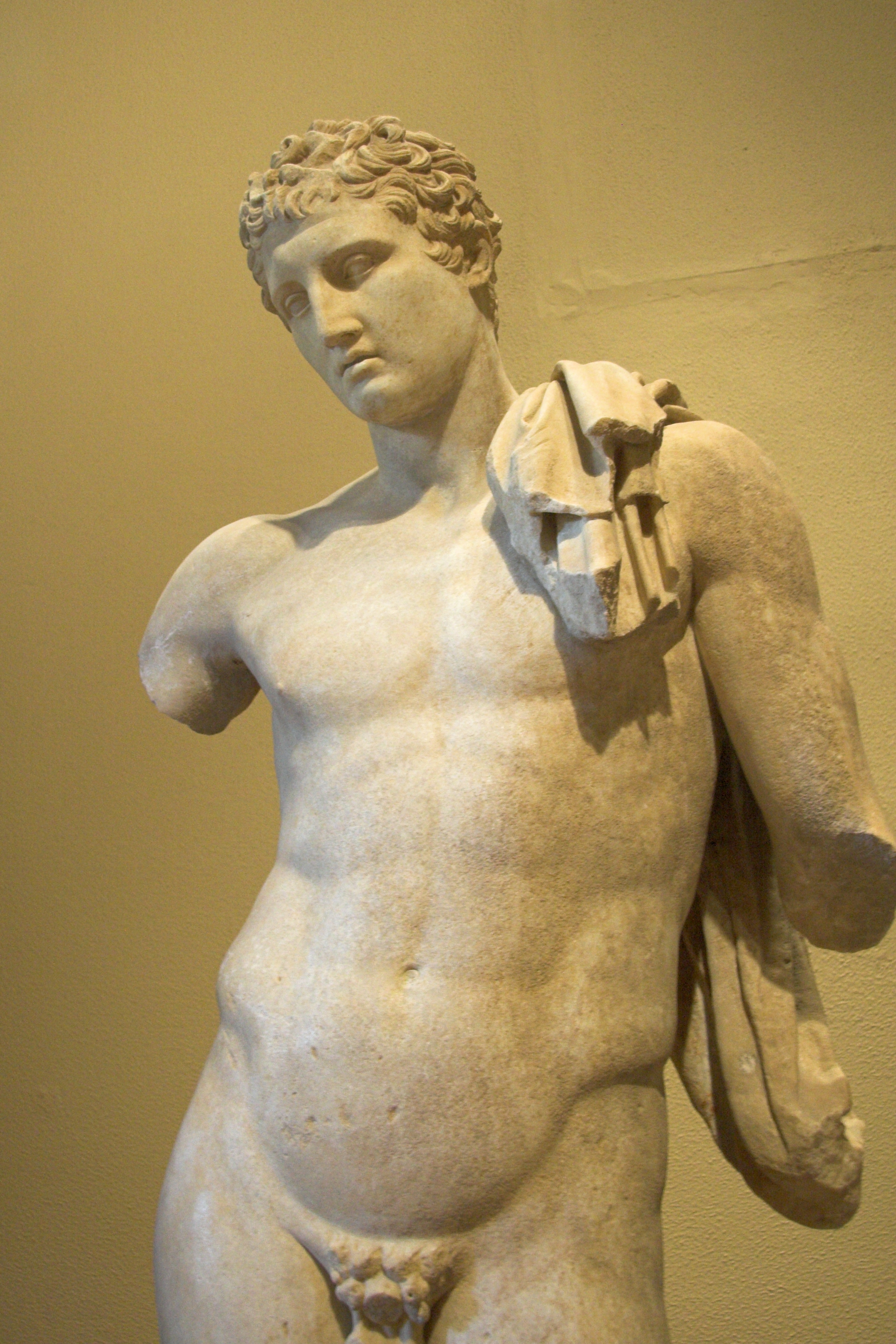
Gros plan du torse et de la tête.

Avec ses 2,19 mètres de hauteur, cette statue en marbre de Paros a une grande valeur artistique.  Elle date du premier siècle avant ou après J.-C., et est une des nombreuses copie de l'original grec. 
Cet original a été sculpté vers 360 av. J.-C. , par un émule de  Praxitèle, comme le montre la comparaison avec Hermès et l'enfant Dionysos; 
De la statue d'Hermès nous n'avons aucun membres hormis les cuisses. Des restaurations ultérieures ont été faites
.
Le jeune dieu est nu ; sa chlamyde, posée sur son épaule gauche, retombe dans son dos. Sa jambe droite porte son poids et que la gauche est légèrement pliée. Autour du tronc d'arbre, à sa droite, s'enroule  un grand serpent. Hermès incline la tête à droite. La statue entière est l'un des meilleurs exemples de la statuaire  « Farnèse ».
D'autres copies existantes, comme celle qui est exposée au British Museum, renseignent clairement sur ce à quoi ressemblaient les parties manquantes : la main droite reposait sur la hanche, et la chlamyde s'enroulait autour du bras gauche légèrement plié et tombait librement à côté de lui. Hermès tenait sans doute un caducée et portait des sandales ailées (dans la restauration, Hermès d'Andros ne porte pas de sandales
.
Nous avons ici l'une des plus belles statues qui nous restent de la Grèce antique, et la qualité et l'harmonie en ont été largement saluées. Son naturel, sa délicatesse et sa grâce manquent à d'autres statues similaires comme le marbre pentélique de l'école de Lysippe qu'est Atalante Hermès